# Martin Bolldorf
Martin Bolldorf (* 6. August 1948 in Wien) ist ein österreichischer Diplomat.

## Leben
Nach Schulbesuch am Kollegium Kalksburg (Matura 1966) studierte Bolldorf Rechtswissenschaften an der Universität Wien, promovierte 1972 zum Dr. iur. und absolvierte im Anschluss die Diplomatische Akademie. 1974 trat er in den auswärtigen Dienst der Republik Österreich ein und war an den Auslandsvertretungen in Prag und Madrid tätig. Von 1988 bis 1994 war er Gesandter an der österreichischen Botschaft beim Heiligen Stuhl und wurde anschließend im Außenministerium am Ballhausplatz in Wien eingesetzt. 2002 wurde er zum österreichischen Botschafter in der Slowakei ernannt, von 2006 bis 2011 war er als österreichischer Botschafter beim Heiligen Stuhl, in San Marino und beim Souveränen Malteserritterorden akkreditiert.
Neben seiner diplomatischen Tätigkeit ist Bolldorf im ehrenamtlichen Bereich engagiert, so war er zwischen 1997 und 2001 Kommandant des Malteser Hospitaldienst Austria und hauptverantwortlich für dessen Einsatz in Albanien während des Kosovokrieges.
Er ist Ehrenpräsident der Österreichisch-San-Marinesischen Gesellschaft und Träger des Orden des weißen doppelten Kreuzes, 2. Klasse.
Bolldorf ist verheiratet und hat vier Kinder.

## Ehrungen und Auszeichnungen
- 2006: Orden des Weißen Doppelkreuzes 2. Klasse
- 2009: Großkreuz des Piusordens[4]
- 2011: Großes Silbernes Ehrenzeichen für Verdienste um die Republik Österreich[5]
- 2012: Aufnahme in die Animabruderschaft von Santa Maria dell’Anima